# Woodsville
Woodsville är en census designated place i Grafton County i delstaten New Hampshire, USA med 1 081 invånare (2000). Woodsville ligger längs Connecticutfloden.